# Parque nacional de Jar Turán
El parque nacional de Jar Turán (en persa: گورخرایرانی پارک ملی توران) es un parque nacional en el país asiático de Irán. Está situado en la provincia de Semnán, al sureste de Shahrud. Con un tamaño de 1.4 millones de hectáreas es la segunda reserva más grande de ese país. Jar Turán es el hogar de una de las mayores poblaciones del guepardo asiático en peligro de extinción. Hay alrededor de 12 a 15 de estos felinos en la zona del parque nacional. Informes ocasionales de hembras con cachorros indican una cría y tal vez una creciente población. Además, Jar Turán tiene la mayor población de onagro persa y dos especies de gacelas, la gacela bocio y la gacela india, en buenos números. También hay ovejas y cabras salvajes en la reserva.